# 克氏棘線鯒
克氏棘線鯒，為輻鰭魚綱鮋形目牛尾魚科的其中一種。分布於西太平洋區，包括中國南海、越南、馬來西亞、柬埔寨、泰國、新加坡等海域，屬底棲性魚類，棲息深度在水深10-46公尺，本魚側線鱗片53枚,每個鱗片具有一個方向朝後的棘。眼間骨寬度少於9%的頭長，尾鰭在後部經常有2個深色條紋。背鰭硬棘9枚;背鰭軟條12枚;臀鰭軟條12枚，體長可達30公分，喜砂泥質海底，以小魚、甲殼類為食。